# Beroepsopleiding
Bij een beroepsopleiding krijgt men een specifieke opleiding om een bepaald beroep of vak te kunnen uitoefenen.
Deze beroepsopleiding wordt verstrekt:
- In het onderwijs middels theoretische en praktische lessen, al dan niet gecombineerd met stages. 
  - In Nederland kan worden begonnen met een beroepsonderwijs na de eerste twee brugklasjaren. De eerste snuffelstages zijn dan al in het derde en vierde leerjaar van het lwoo en vmbo. Vervolgens kan men doorstromen naar het praktijkonderwijs of het middelbaar beroepsonderwijs (mbo). Bij gebleken geschikheid kan men doorstromen naar het hbo. Veel studenten krijgen hierna een baan, of hebben die al weten veilig te stellen tijdens de laatste stageperiode. Een gedeelte van de studenten gaat hierna nog een jaar, (meestal) twee, naar de universiteit.
Een andere mogelijkheid is om van mavo of havo direct naar het mbo te gaan (met havo is een verkort mbo-traject mogelijk). Na een havo-opleiding kan men ook direct tot het hbo worden toegelaten (behoudens uitloting).
  - In Vlaanderen komt de eigenlijke beroepsopleiding vooral aan bod in de derde graad van het Technisch secundair onderwijs en het beroepssecundair onderwijs.
- Buiten het onderwijs zorgen ook andere instanties voor beroepsopleidingen: Zo zijn er de opleidingen die door grote bedrijven, of door bedrijfstakken worden georganiseerd. Ook de Syntra en Vlaamse Dienst voor Arbeidsbemiddeling en Beroepsopleiding verzorgen specifieke beroepsopleidingen. Meestal zijn deze meer gespecialiseerd en concreter op de arbeidsmarkt gericht dan de school-opleidingen.